# La Couvertoirade
La Couvertoirade là một xã ở tỉnh Aveyron, thuộc vùng Occitanie ở miền nam nước Pháp.

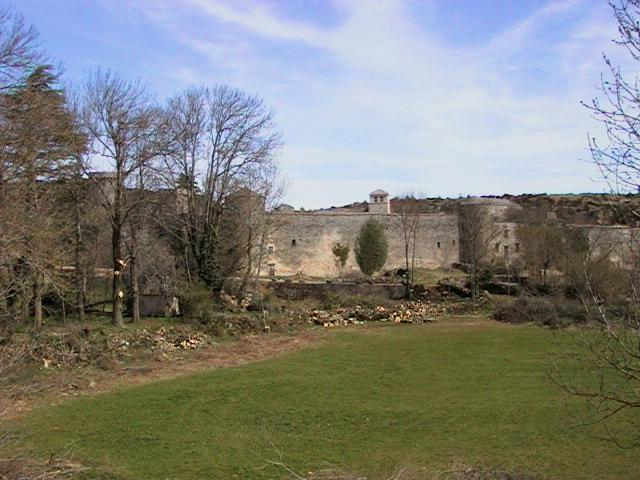
La Couvertoirade walls
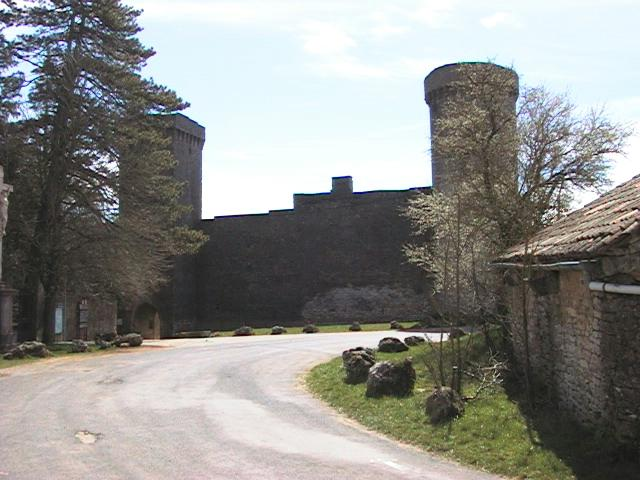
La Couvertoirade walls